# Uji, Kyōto
Uji (宇治市 (Vũ Trị thị) Uji-shi) là thành phố thuộc phủ Kyōto, Nhật Bản.